# Русь (футбольный клуб)
«Русь» — бывший профессиональный футбольный клуб из Санкт-Петербурга.

## История
В конце 2010 года в Санкт-Петербурге была сформирована новая футбольная команда, тренером которой стал заслуженный тренер России Валерий Четверик. В 2011 году ФК «Русь» по инициативе владельца компании «Р-Индустрия» был заявлен в третий дивизион — МРО «Северо-Запад» и в чемпионат Санкт-Петербурга. Завоевал право играть во втором дивизионе (зона «Запад») в сезоне 2012/13.

## История выступлений
| Год     | Лига                                            | Лига                          | Место    | Место    | И  | В  | Н | П  | Мячи  | Кубок          |
| ------- | ----------------------------------------------- | ----------------------------- | -------- | -------- | -- | -- | - | -- | ----- | -------------- |
| 2011/12 | Первенство России среди ЛФК, МРО «Северо-Запад» | 1-й этап, группа 2            | 1        | 2 из 11  | 20 | 14 | 4 | 2  | 55-12 | 1/4 (ЛФК, МРО) |
| 2011/12 | Первенство России среди ЛФК, МРО «Северо-Запад» | 2-й этап                      | 1        | 1 из 6   | 10 | 6  | 4 | 0  | 29-6  | 1/4 (ЛФК, МРО) |
| 2012/13 | Второй дивизион, зона «Запад»                   | Второй дивизион, зона «Запад» | 13 из 14 | 13 из 14 | 24 | 4  | 7 | 15 | 24-45 | 1/256          |
| 2013/14 | Первенство ПФЛ, зона «Запад»                    | Первенство ПФЛ, зона «Запад»  | 17 из 17 | 17 из 17 | 32 | 4  | 8 | 20 | 16-57 | 1/128          |

## Идеология клуба
Идеологией клуба являлось создание команды на базе воспитанников местных спортивных школ. В рамках реализации данной концепции была создана футбольная детская спортивная школа в поселке Сосново.

## Сезон 2011/12
В сезоне 2011 года ФК «Русь» выступал в первенстве России среди любительских клубов, зона «Северо-Запад», где занял 2 место в своей группе, таким образом получив возможность сыграть в плей-офф лиги за право выхода во Второй дивизион России по футболу. Также команда (преимущественно дублирующим составом) выступила в чемпионате Санкт-Петербурга 2012 года, который закончила на 5-м месте.

## Сезон 2012/13
В сезоне-2012/13 команда дебютировала на профессиональном уровне. Заняла предпоследнее 13-е место в зоне «Запад» Второго дивизиона, опередив другую петербургскую команду «Питер». В Кубке России вылетела на первой же стадии (1/256 финала), уступив «Питеру» (1:2).

## Сезон 2013/14
В кубке страны клуб стартовал со стадии 1/256 финала, где с минимальным счётом переиграл «Тревис и ВВК». В следующей стадии «Русь» была крупно обыграна мурманским клубом «Север» (0:3).
4 марта 2014 клуб объявил о снятии с первенства из-за финансовых трудностей.